# 1 − 2 + 3 − 4 + · · ·

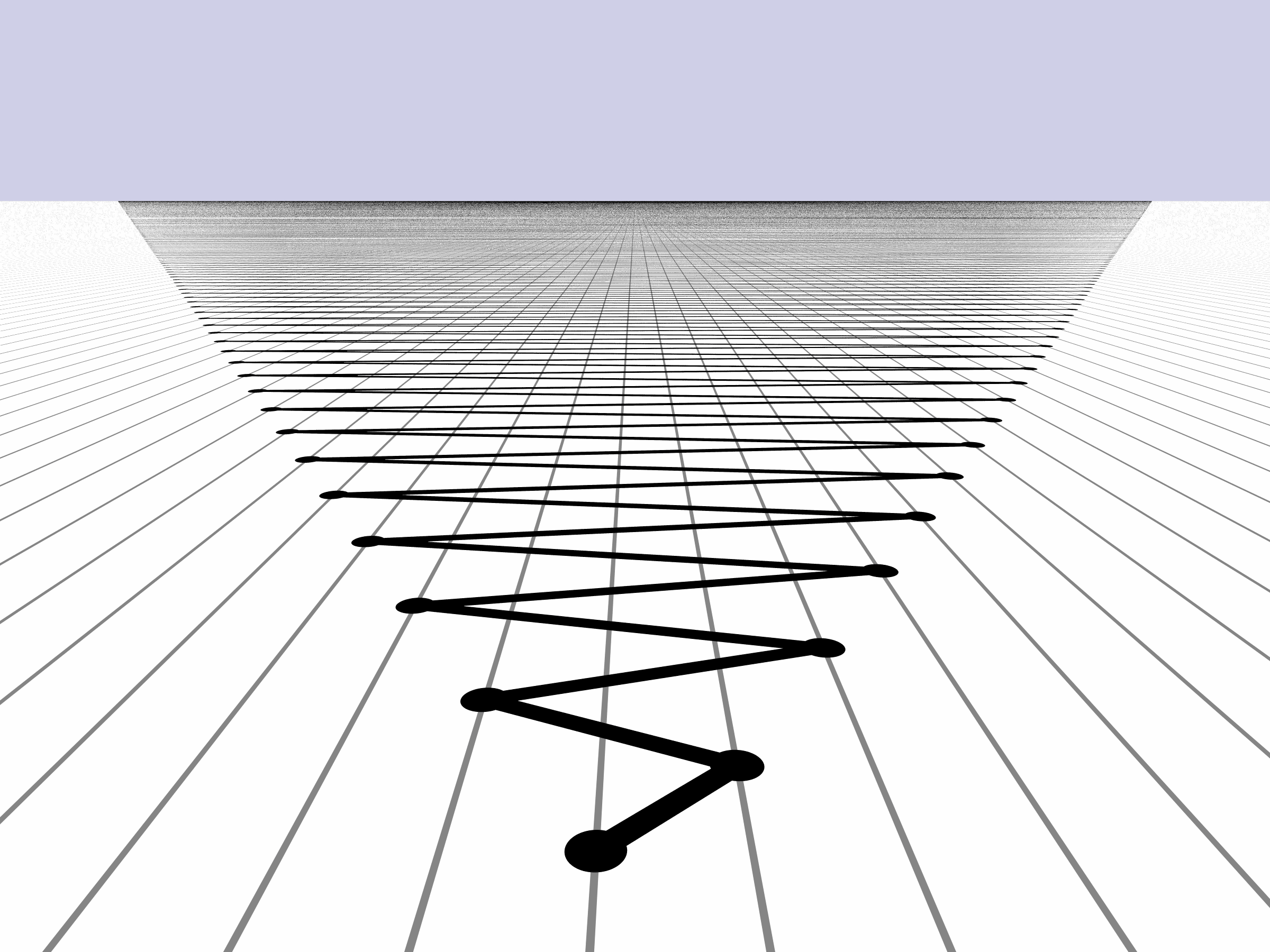
A 0 + 1 − 2 + 3 − 4 + ... sor első 15 000 részösszege

A matematikában az 1 − 2 + 3 − 4 + ··· egy végtelen alternáló sor, ami a pozitív egészekből áll váltakozó előjellel. Az első m tag összege:
{\displaystyle \sum _{n=1}^{m}n(-1)^{n-1}.}
Ez a sor divergens, vagyis parciális összegeinek nincs határértéke: (1, −1, 2, −2, ...). A 18. század közepén azonban Leonhard Euler ezt a paradox egyenlőséget írta fel:
{\displaystyle 1-2+3-4+\cdots ={\frac {1}{4}}.}
Az egyenletet csak sokkal később sikerült matematikai pontossággal megérteni. Az 1890-es évektől Ernesto Cesàro, Émile Borel és mások jóldefinált módszereket gondoltak ki divergens sorok általánosított összegének meghatározására. Ezek közül több is az 1⁄4 általánosított összeget adta meg az 1 − 2 + 3 − 4 + ... sor esetén. Néhány módszer, például a Cesàro-összegzés nem konvergál, így megmutatja, hogy az összegzéshez szigorúbb módszer kell, például az Abel-szummáció.
Az 1 − 2 + 3 − 4 + · · · sor közel áll az 1 − 1 + 1 − 1 + ... Grandi-sorhoz. Euler ezek közös általánosításával foglalkozott; az 1 − 2n + 3n − 4n + ... sort vizsgálta. Ebből ered a bázeli probléma, ami elvezetett a függvényegyenletekhez, amiből a Dirichlet-féle éta-függvény és a Riemann-féle zéta-függvény is adódott.

## Divergencia
Az (1, −2, 3, −4, ...) sorozat nem tart a nullához, emiatt az (1, −2, 3, −4, ...) sor divergál. Definíció szerint a sorok konvergenciáját részletösszegeik konvergenciája határozza meg, ám az (1, −2, 3, −4, ...) sor részletösszegei divergálnak:
1 = 1,
1 − 2 = −1,
1 − 2 + 3 = 2,
1 − 2 + 3 − 4 = −2,
1 − 2 + 3 − 4 + 5 = 3,
1 − 2 + 3 − 4 + 5 − 6 = −3,
A részletösszegek sorozata minden pozitív és negatív egészt tartalmaz; ha a sor elejére odavesszük a nullát, akkor a nulla is, így minden egész előáll összegként, ezzel bizonyítva az egészek {\displaystyle \mathbb {Z} } halmazának megszámlálhatóságát. Ez a tulajdonság azt is mutatja, hogy a sorozatnak nincs határértéke, ugyanis minden javasolt x határértékre található olyan tagja a sornak, ami már az [x-1, x+1] intervallumon kívül esik, így 1 − 2 + 3 − 4 + ... divergál.

## Az összegzés heurisztikái
Mivel az 1, −2, 3, −4, 5, −6, ... tagok egy egyszerű mintát követnek, ezért a sorozat könnyen kezelhető eltolással és összegzéssel. Ha van értelme annak, hogy s = 1 − 2 + 3 − 4 + ..., ahol s egy jól meghatározott szám, akkor a következő manipulációk szerint
s = 1⁄4:
{\displaystyle {\begin{array}{rclllll}4s&=&&(1-2+3-4+\cdots )&{}+(1-2+3-4+\cdots )&{}+(1-2+3-4+\cdots )&{}+(1-2+3-4+\cdots )\\&=&&(1-2+3-4+\cdots )&{}+1+(-2+3-4+5+\cdots )&{}+1+(-2+3-4+5+\cdots )&{}+(1-2)+(3-4+5-6\cdots )\\&=&&(1-2+3-4+\cdots )&{}+1+(-2+3-4+5+\cdots )&{}+1+(-2+3-4+5+\cdots )&{}-1+(3-4+5-6\cdots )\\&=&1+&(1-2+3-4+\cdots )&{}+(-2+3-4+5+\cdots )&{}+(-2+3-4+5+\cdots )&{}+(3-4+5-6\cdots )\\&=&1+[&(1-2-2+3)&{}+(-2+3+3-4)&{}+(3-4-4+5)&{}+(-4+5+5-6)+\cdots ]\\&=&1+[&0+0+0+0+\cdots ]\\4s&=&1\end{array}}}
Tehát s = 1⁄4.

Az 1 − 2 + 3 − 4 + ..., négy, egymáshoz képest eltolt másolatának összeadása 1-et ad.A kép bal és a jobb oldala az 1 − 2 + 3 − 4 + ... két példányának és az 1 − 1 + 1 − 1 + .... két példányának összeadását ábrázolja

Habár a szokásos értelemben az 1 − 2 + 3 − 4 + ..., sornak nincs összege, az s = 1 − 2 + 3 − 4 + ... = 1⁄4 egyenlet adja a legtermészetesebb választ, hogyha mégis definiálni szeretnénk ezt az összeget. Az összeg általánosítása divergens sorokra az összegzés vagy szummáció, ami bizonyos sorokra összeget definiál. Több módszer is létezik. A fenti manipuláció ezt bizonyítja: bármely lineáris és stabil összegzés az s = 1⁄4 összeget adja. Továbbá, mivel
{\displaystyle {\begin{array}{rcllll}2s&=&&(1-2+3-4+\cdots )&+&(1-2+3-4+\cdots )\\&=&1+&(-2+3-4+\cdots )&{}+1-2&+(3-4+5\cdots )\\&=&0+&(-2+3)+(3-4)+(-4+5)+\cdots \\2s&=&&1-1+1-1\cdots \end{array}}}
azért ezek a módszerek a Grandi-sorozatot is összegzik, és az összeg 1 − 1 + 1 − 1 + ... = 1⁄2.

### Cauchy-szorzat
1891-ben Ernesto Cesàro remélte, hogy a divergens sorozatok is matematikai pontossággal bevihetők az analízisbe: Azt állítják, hogy (1 − 1 + 1 − 1 + ...)2 = 1 − 2 + 3 − 4 + ..., és hogy mindkét oldal egyenlő 1⁄4-del. Cesàro ezt egy előző évben megjelent tételének alkalmazásával kapta. Ez volt az első tétel az összegezhető divergens sorok elméletében. Ennek központi eleme az, hogy 1 − 2 + 3 − 4 + ... a 1 − 1 + 1 − 1 + ... és a 1 − 1 + 1 − 1 + ... Cauchy-szorzata.
Még a divergens sorok Cauchy-szorzata is definiálva van. Ekkor, ha Σan = Σbn = Σ(−1)n, akkor a Cauchy-szorzat tagjainak alakja
{\displaystyle {\begin{array}{rcl}c_{n}&=&\displaystyle \sum _{k=0}^{n}a_{k}b_{n-k}=\sum _{k=0}^{n}(-1)^{k}(-1)^{n-k}\\[1em]&=&\displaystyle \sum _{k=0}^{n}(-1)^{n}=(-1)^{n}(n+1).\end{array}}}
Ekkor a szorzatsor
{\displaystyle \sum _{n=0}^{\infty }(-1)^{n}(n+1)=1-2+3-4+\cdots .}
Így ha egy módszer illeszkedik a Cauchy-szorzathoz, és az 1 − 1 + 1 − 1 + ... = 1⁄2 összeget adja, akkor szerinte 1 − 2 + 3 − 4 + ... = 1⁄4. Ebből következik, hogy 1 − 1 + 1 − 1 + ... és 1 − 2 + 3 − 4 + ... összegezhetősége ekvivalens a lineáris, stabil és a Cauchy-szorzathoz illeszkedő módszerek esetén, vagyis ha az egyik összegezhető, akkor a másik is.
A 1 − 1 + 1 − 1 + ... a leggyengébb értelemben Cesàro-összegezhető, azaz (C, 1)-összegezhető, viszont 1 − 2 + 3 − 4 + ... a Cesàro-tétel egy szigorúbb formáját igényli, ezért (C, 2)-összegezhető. Mivel a Cesàro-tétel stabil és lineáris, ezért a korábban kiszámított összegeket adja.

## Módszerek

### Cesàro és Hölder

A sorozat (H, 2) összege 1/4

Az 1 − 2 + 3 − 4 + ..., esetleg létező (C, 1) Cesàro-összegéhez a részösszegek számtani összegei kellenek.
A részösszegek:
1, −1, 2, −2, 3, −3, ...,
a számtani közepek:
1, 0, 2⁄3, 0, 3⁄5, 0, 4⁄7, ....
Ez a sorozat nem konvergens, így 1 − 2 + 3 − 4 + ... nem Cesàro-összegezhető.
A Cesàro-összegzésnek két általánosítását ismerjük, amelyek közül az egyszerűbb a (H, n) sorozat, ahol n természetes szám. A (H, 1) módszer maga a Cesàro-összegzés. A magasabb számú módszerek szintén a közepek sorozatán alapulnak. A sorozat párosadik közepei 1⁄2-hez tartanak, míg a páratlanadikok a konstans 0 sorozat. Így a közepek közepei 0 és 1⁄2 közepéhez tartanak, vagyis 1⁄4-hez. Így 1 − 2 + 3 − 4 + ... (H, 2)-összegezhető, és összege 1⁄4.
Ebben a jelölésben H Otto Hölder tiszteletére szerepel, aki 1882-ben bebizonyította a kapcsolatot az Abel-összegzés és a (H, n) összegzések között. Első példája az 1 − 2 + 3 − 4 + ... volt. Az a tény, hogy 1 − 2 + 3 − 4 + ... (H, 2)-összege 1⁄4, garantálja az Abel-összegezhetőséget, és hogy az Abel-összeg is ennyi.
A Cesàro-összegzés egy másik gyakori általánosítása a (C, n) sorozat. Tudjuk, hogy (C, n) és (H, n) mindig ugyanazt az eredményt adja, de történelmi háttere különböző. 1887-ben Cesàro már közel volt a (C, n) sorozat definiálásához, de mindig csak néhány példája volt. Valamelyik (C, n) módszerrel összegezte 1 − 2 + 3 − 4 + ...,-et az 1⁄4 eredménnyel. A pontos módszert nem publikálta. Csak 1890-ben formalizálta (C, n)-módszereket, hogy kimutassa: a (C, n)-összegezhető és a (C, m)-összegezhető sorok szorzata (C, m + n + 1)-összegezhető.

### Abel-összegzés

Az 1−2x+3x^{2}+...; 1/(1 + x)^{2}; sorozat részösszegei és határértékei 1-nél

Egy 1749-es írásában Leonhard Euler megállapította, hogy a sor divergál, de mégis szeretett volna összeget rendelni hozzá:
Ha azt mondjuk, hogy 1−2+3−4+5−6 összege 1⁄4, akkor ez a kijelentés paradoxnak látszik. Az első 100 tag összege -50, az első 101 tagé azonban 51, ami elég messze van az 1⁄4-től, sőt, ez a különbség még tovább nő. De, ahogy azt már előbb megjegyeztem, az összeg szónak egy másik jelentést kell adni.
Euler többször is javasolta az összeg általánosabb értelmezését. Az 1 − 2 + 3 − 4 + ... sor esetén ötlete az Abel-összegzésre hasonlít:
Többé nem lehet kétséges, hogy 1−2+3−4+5 + összege 1⁄4, mivel az 1⁄(1+1)2 képlet kifejtéséből keletkezik, aminek értéke cáfolhatatlanul 1⁄4. Az ötlet jobban felismerhető, ha az 1 − 2x + 3x2 − 4x3 + 5x4 − 6x5 + &c. generátorsort tekintjük, ami az 1⁄(1+x)2 kifejtése. Ebbe x = 1-et helyettesítve éppen a szóban forgó sorozatot kapjuk.
Ez többféleképpen is belátható az |x| < 1 értékekre. Ekkor
{\displaystyle 1-2x+3x^{2}-4x^{3}+\cdots ={\frac {1}{(1+x)^{2}}}.}
Vehetjük a jobb oldal Taylor-sorfejtését, vagy formálisan a hosszú polinomosztást. Euler gondolatmenetét követve bal oldalról elindulva szorozhatunk kétszer (1+x)-szel, vagy vehetjük az 1 − x + x2 − .... mértani sor négyzetét. Euler a továbbiakban a tagonkénti deriválást sugallja.
Mai fogalmaink szerint az 1 − 2x + 3x2 − 4x3 + ... sor nem definiál függvényértéket x = 1-ben, így az nem helyettesíthető be. Mivel azonban a függvény minden |x| < 1-re definiálva van, így vehetjük a határértéket, és ez már az Abel-szummáció:
{\displaystyle \lim _{x\rightarrow 1^{-}}\sum _{n=1}^{\infty }n(-x)^{n-1}=\lim _{x\rightarrow 1^{-}}{\frac {1}{(1+x)^{2}}}={\frac {1}{4}}.}

### Euler és Borel

Az 1/2 − 1/4 Euler-összeg

Euler egy másik módszerrel próbálkozott: az általa kidolgozott Euler-transzformációval. A transzformált kiszámításához először elhagyja az előjeleket az alternáló sorból, így jelen esetben 1, 2, 3, 4, .... a kiindulási sorozat. Ennek az első elemét a0-lal jelöljük.
A következőkben kiszámítjuk a differenciákat. Ez most 1, 1, 1, 1, ..... Ennek első elemét Δa0-lal jelöljük. Az Euler-transzformáció a magasabb rendű differenciáktól és az iterációktól is függ, de sorozatunk másodrendű differenciái az azonosan nulla sorozat.
Ezekkel az előkészületekkel az Euler-transzformált:
{\displaystyle {\frac {1}{2}}a_{0}-{\frac {1}{4}}\Delta a_{0}+{\frac {1}{8}}\Delta ^{2}a_{0}-\cdots ={\frac {1}{2}}-{\frac {1}{4}}.}
Ma ezt így mondjuk: 1 − 2 + 3 − 4 + ... Euler-összegezhető, és összege 1⁄4.
Az Euler-összegezhetőségből egy másik összegezhetőség is következik. Az 1 − 2 + 3 − 4 + ... sor felírjuk egy másik alakban:
{\displaystyle \sum _{k=0}^{\infty }a_{k}=\sum _{k=0}^{\infty }(-1)^{k}(k+1),}
aminek van egy mindenütt egyenletesen konvergens rokon sora:
{\displaystyle a(x)=\sum _{k=0}^{\infty }{\frac {(-1)^{k}(k+1)x^{k}}{k!}}=e^{-x}(1-x).}
Így 1 − 2 + 3 − 4 + ... Borel-összege:
{\displaystyle \int _{0}^{\infty }e^{-x}a(x)\,dx=\int _{0}^{\infty }e^{-2x}(1-x)\,dx={\frac {1}{2}}-{\frac {1}{4}}.}

### A mérlegek elkülönítése
Saichev és Woyczyński az elméleti fizikából átvett elvek alapján jutott az 1 − 2 + 3 − 4 + ... = 1⁄4 következtetésre. A két általuk felhasznált elv az infinitezimális relaxáció és a mérlegek elkülönítése. Ezekkel az elvekkel a φ-szummációk egész családja definiálható, amelyek minden tagja az 1⁄4 összeget adja.
Ha φ(x) egy kétszer folytonosan differenciálható függvény (0, ∞)-en úgy, hogy φ(0) = 1 és φ(x) és xφ(x) határértéke +∞-ben nulla, akkor:
{\displaystyle \lim _{\delta \rightarrow 0}\sum _{m=0}^{\infty }(-1)^{m}(m+1)\varphi (\delta m)={\frac {1}{4}}.}
Ez az Abel-összegzés általánosítása, ami szintén beletartozik ebbe a családba az φ(x) = exp(−x) paraméterrel. Az általánosítás belátható a tagok m szerinti párosításával és a kifejezés Riemann-integrállá való átalakításával. A Grandi-sorozat összegzésével az utóbbi lépés kiadja a középértéktételt, ami azonban a Taylor-tétel erősebb Lagrange-formáját igényli.

## Általánosításai

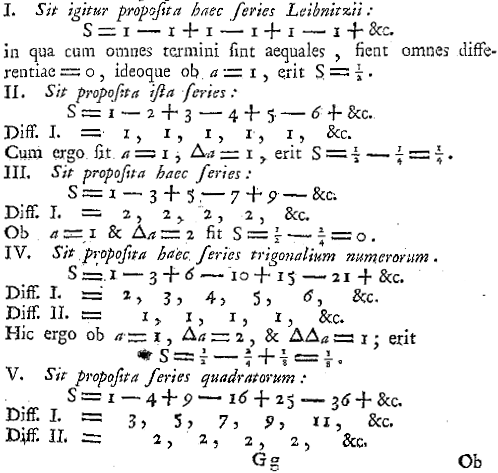
Részlet az E212 — Institutiones calculi differentialis cum eius usu in analysi finitorum ac doctrina serierum 233. oldaláról. Euler hasonló sorozatokat összegez 1755 körül.

Az 1 − 1 + 1 − 1 + ... háromszoros Cauchy-szorzata 1 − 3 + 6 − 10 + ..., ami a háromszögszámok alternáló sorozata. Ennek Abel- és Euler-összege 1⁄8. A négyszeres Cauchy-összeg 1 − 4 + 10 − 20 + ..., a tetraéderszámok alternáló összege, melynek Abel-összege 1⁄16.
Egy másik általánosítás az 1 − 2n + 3n − 4n + ... n más értékeire. Pozitív egész n értékre ez az összeg adódik:
{\displaystyle 1-2^{n}+3^{n}-\cdots ={\frac {2^{n+1}-1}{n+1}}B_{n+1}}
ahol Bn Bernoulli-szám.
Páros n-ekre ez egyszerűsíthető:
{\displaystyle 1-2^{2k}+3^{2k}-\cdots =0.}
Abel 1826-ban így írt erről: A divergens sorozatok az ördög művei, és szégyen, hogy vannak, akik bizonyításokban használják őket, ami sok boldogtalanságot és paradoxont okoz. Itt olyan szörnyűségre lehet gondolni, mint
0 = 1 − 2n + 3n − 4n + etc.
ahol n pozitív egész szám. Ez egy olyan dolog, amin inkább csak nevetni lehet.
Cesàro tanárának, Eugène Charles Catalannak is kétségei voltak a divergens sorozatok összegzésével szemben, így Cesàro is nehezen tudta elfogadni ezeket a módszereket. Kezdetben abszurdnak nevezte az 1 − 2n + 3n − 4n + ... sorozatok összegzési képleteit. 1883-ban arról írt, hogy ezek a képletek ugyan nem igazak, de valami miatt formálisan működnek. Végül 1890-ben a Sur la multiplication des séries írásában a definíciókkal kezdődően már a modern felfogás szerint építette fel a divergens sorozatok összegzésének képleteit.
A sorozatot n nem egész értékeire is vizsgálták, így a Dirichlet-féle éta-függvényhez jutottak. Euler részben az éta függvényből kiindulva tanulmányozta az 1 − 2 + 3 − 4 + ... sorozatot, így jutott a Riemann-féle zéta-függvény egyenletéig. Euler korábban már híressé vált arról, hogy páros számokra kiszámította ezeknek a függvényeknek az értékeit, beleértve a bázeli probléma megoldását. Megpróbálta a páratlan számokra is megtalálni ezeket a függvényértékeket, de ez a probléma máig megoldatlan maradt. Az éta függvény könnyebben kezelhető Euler eszközeivel, mivel Dirichlet-sora mindenütt Abel-összegezhető. A zéta függvény Dirichlet-sora nehezebben vizsgálható ott, ahol a függvény is divergál. Így például 1 − 2 + 3 − 4 + ... megfelelője a nem alternáló 1 + 2 + 3 + 4 + ... sor, ami a modern fizikában is megjelenik, de erősebb eszközöket igényel az összegzéshez.

## Fordítás
- Ez a szócikk részben vagy egészben  a(z)   1 − 2 + 3 − 4 + ⋯ című angol Wikipédia-szócikk fordításán alapul.  Az eredeti cikk szerkesztőit annak laptörténete sorolja fel. Ez a jelzés csupán a megfogalmazás eredetét és a szerzői jogokat jelzi, nem szolgál a cikkben szereplő információk forrásmegjelöléseként.